# Ezio Pascutti
Ezio Pascutti (ur. 13 czerwca 1937 w Mortegliano, zm. 4 stycznia 2017 w Bolonii) – włoski piłkarz, potem trener.

## Kariera klubowa
Grał na pozycji napastnika. Przez całą swoją karierę piłkarską od 1955 do 1969 grał w jednym klubie – Bologna FC. Wystąpił w 296 meczach Serie A, strzelając 130 bramek.
Zdobył z Bologną mistrzostwo Włoch w sezonie 1963/1964. W 1961 zdobył wraz ze swym klubem Puchar Mitropa.

## Kariera reprezentacyjna
W latach 1958–1967 wystąpił w 17 spotkaniach reprezentacji Włoch, strzelając 8 goli. Wziął udział w mistrzostwach świata w 1962 i mistrzostwach świata w 1966, za każdym razem grając w jednym spotkaniu. W 1963 podczas meczu w eliminacjach mistrzostw Europy z reprezentacją ZSRR został usunięty z boiska za reakcję na faul Eduarda Dubinskiego.
Po zakończeniu kariery zawodniczej zajął się pracą szkoleniową.